# Главы Ялты

Настоящий список глав города Ялта содержит известных за время ведения достоверных письменных источников руководителей городского поселения Ялта.

## Российская империя

### Городские головы
После реформы городского управления 1870 года осенью 1871 году прошли выборы в Ялтинскую городскую думу, выбирающую городского голову.

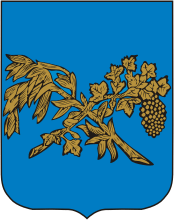
1844

|  | ФИО                            | Годы жизни               | Период полномочий               |
|  | Галахов, Сергей Павлович       | (1806-1878)              | 1871 — 1872                     |
|  | Лебеши, Христофор              |                          | 1872                            |
|  | Рыбицкий, Владимир Антонович   |                          | октябрь 1872—1879               |
|  | Врангель, Андрей Львович       | (3.01.1824 - 22.11.1897) | 1879 — 1888                     |
|  | Хвощинский, Богдан Васильевич  | (1842—1911)              | 19 ноября 1888 — 7 февраля 1896 |
|  | Чегодаев, Николай Николаевич   |                          | 1897 — 1903                     |
|  | Давыдов, Виктор Федорович      |                          | 1903 — 1904                     |
|  | Чегодаев, Николай Николаевич   |                          | 1904 — ?                        |
|  | Таргонский, Станислав Карлович |                          | 1908 — ?                        |
|  | Рыбицкий, Владимир Антонович   |                          | 1910 — 1915                     |
|  | Еленев, Артемий Петрович       |                          | 1915 — 1917                     |

### Градоначальники уездного города Ялта
|  | ФИО                                           | Годы жизни                        | Период полномочий                 |
|  | капитан 2-го ранга Кондогури, Иван Николаевич | (1820 — 14 октября 1881)          | (30 октября 1859 - 26 марта-1862) |
|  | полковник Иван Антонович Думбадзе             | (19 января 1851 — 1 октября 1916) | (1906-1912)                       |

### Градоначальники Ялтинского градоначальства
Ялтинское градоначальство — административно-территориальная единица на территории Таврической губернии, существовавшая в 1914—1917 годах. Последнее из созданных в Российской Империи градоначальств.
|  | ФИО                                         | Годы жизни                        | Период полномочий     |
|  | генерал-майор свиты Иван Антонович Думбадзе | (19 января 1851 — 1 октября 1916) | 1.07.1914—15.08.1916  |
|  | генерал-майор Александр Иванович Спиридович | (17 августа 1873 — 30 июня 1952)  | 15.08.1916—02.03.1917 |

## СССР

### Первые секретари Ялтинского горкома ВКП(б)/КПУ
|  | ФИО                             | Годы жизни                           | Период полномочий         |
|  | Мастынь, Карл Леонардович       |                                      | 1928 — ?                  |
|  | Селимов, Мустафа Веисович       |                                      | февраль 1940 — июнь 1943  |
|  | Булаев Василий Григорьевич      |                                      | 1948 — 1950               |
|  | Леонтьев                        |                                      | 1950 — 1951               |
|  | Медунов, Сергей Федорович       | (4 октября) 1915 — 26 сентября 1999) | 1951 — 1959               |
|  | Куценко, Андрей Андреевич       |                                      | 1959 — 1974               |
|  | Барвинский, Алексей Дмитриевич  | (4 апреля 1924 — 14 июля 1999)       | 1974 — февраль 1980       |
|  | Пигарев, Владимир Ильич         |                                      | февраль 1980—1983         |
|  | Крячун, Андрей Васильевич       | (5 июля 1938— 23 июля 2019)          | январь 1986 — май 1987    |
|  | Измайлов, Виталий Витальевич    |                                      | май 1987 — март 1989      |
|  | Спис, Николай Михайлович        | (род. 15 августа 1946)               | апрель 1989 — апрель 1990 |
|  | Охрименко, Александр Михайлович | (род. 1945)                          | апрель 1990 — август 1991 |

### Председатели Ялтинского райисполкома/горисполкома
|  | ФИО                                          | Годы жизни                                        | Период полномочий           |
|  | Сиволап, Поликарп Филиппович                 | (23 февраля 1894 — 28 августа 1938) репрессирован | 1921                        |
|  | Дерен-Айерлы, Осман Абдул Гани репрессирован | (1898—1949) репрессирован                         | 1 ноября 1923 — 14 мая 1924 |
|  | Шугу, Эмир Бекирович                         | (1887-?)                                          | май 1924 — май 1925         |
|  | Генов, Иван Гаврилович                       | (24 октября 1896—1970)                            | 1 ноября 1936—1937          |
|  | Керимов, Муса Маметович                      | (15.02.1903-?)                                    | 1937 — ?                    |
|  | Белоус, Алексей Фёдорович                    | (30 ноября 1896 — 19 марта 1977)                  | 1946 — 1947                 |
|  | Любченко, Николай Иванович                   |                                                   | 1948                        |
|  | Евдокимов, Петр Иванович                     |                                                   | ? — 1953                    |
|  | Тарасов, Александр Максимович                |                                                   | 1953 — 1963                 |
|  | Король, Иван Авксентиевич                    |                                                   | 1963 — 1971                 |
|  | Вершков, Дмитрий Дементьевич                 |                                                   | 1971 — март 1980            |
|  | Крячун, Андрей Васильевич                    | (5 июля 1938— 23 июля 2019)                       | март 1980 — январь 1986     |
|  | Баранов В. В.                                |                                                   | апрель 1986—1988            |
|  | Семенчук, Николай Иванович                   |                                                   | 1988 — 1990                 |
|  | Брайловский, Вячеслав                        |                                                   | 1990 — 1991                 |

## Украина

### Председатели Ялтинского горисполкома
|  | ФИО                                  | Годы жизни       | Период полномочий               |
|  | Усачёв, Всеволод Филиппович          |                  | 1991 — 1995                     |
|  | Дискин, Николай Борисович            | (?-28 июля 2022) | 1995 — 1 октября 1997           |
|  | Калюсь, Александр Александрович врио |                  | 1 октября 1997 — 30 января 1998 |

### Городские головы Ялты
|  | ФИО                              | Годы жизни            | Период полномочий                  |
|  | Марченко, Владимир Иванович      | (1943-31 июля 2019)   | 30 января 1998 — март 2002         |
|  | Брайко, Сергей Борисович         | (род. 8 декабря 1957) | март 2002 — 28 апреля 2005         |
|  | Чабанов, Александр Иванович врио |                       | май 2005 — 5 декабря 2005          |
|  | Брайко, Сергей Борисович         | (род. 8 декабря 1957) | 5 декабря 2005 — 4 ноября 2010     |
|  | Боярчук, Алексей Валерьевич      | (род. 10 апреля 1972) | 4 ноября 2010 — 14 декабря 2012    |
|  | Илаш, Сергей Федорович           | (род. 16 января 1969) | 14 декабря 2012 — 24 февраля 2014  |
|  | Карнаух, Сергей Дмитриевич врио  | (род. 21 июля 1960)   | 24 февраля 2014 — 21 августа 2014  |
|  | Ростенко, Андрей Олегович врио   | (род. 6 апреля 1969)  | 21 августа 2014 — 29 сентября 2014 |

## Россия

2015

Городской округ Ялта — муниципальное образование в составе Республики Крым Российской Федерации. Образован на территории административно-территориальной единицы Республики Крым города республиканского значения Ялта с подчинённой ему территорией. В состав горсовета к 2014 году входили: 2 города и 7 поселковых советов, которые объединяют 2 города (Ялта и Алупка), 21 посёлок городского типа, 8 посёлков (сельского типа) и 1 село.

### Председатели Ялтинского городского совета
|  | ФИО                                  | Годы жизни                       | Период полномочий                 |
|  | Косарев, Валерий Евгеньевич          | (21 июня 1957 — 18 декабря 2024) | 29 сентября 2014 — 11 ноября 2016 |
|  | Деркач, Роман Петрович               | (род. 20 июля 1975)              | 11 ноября 2016 — 25 сентября 2019 |
|  | Шимановский, Константин Валентинович | (род. 30 октября 1977)           | с 25 сентября 2019                |

### Главы администрации города Ялты
|  | ФИО                               | Годы жизни                     | Период полномочий                                            |
|  | Ростенко, Андрей Олегович         | (род. 6 апреля 1969)           | 29 сентября 2014 — 11 июля 2017                              |
|  | Сотникова, Елена Олеговна         | (род. 26 декабря 1964)         | 11 июля 2017 и.о., 18 декабря 2017 — 10 апреля 2018          |
|  | Челпанов, Алексей Владимирович    | (род. 4 апреля 1975)           | 10 апреля 2018 — 3 октября 2019                              |
|  | Имгрунт, Иван Иванович            | (28 мая 1961— 18 октября 2020) | 4 октября 2019 — 18 октября 2020                             |
|  | Мальцев, Артем Александрович врио |                                | 27 октября 2020 — 20 ноября 2020                             |
|  | Павленко, Янина Петровна          | (род. 19 февраля 1976)         | 20 ноября 2020 — 19 сентября 2024 повторно с 28 октября 2024 |